# Ricardo Horvath
Ricardo Miguel Horvath (Ciudad de Buenos Aires, 1936-14 de mayo de 2015), fue un periodista radial, ensayista, crítico, experto en tangos y escritor argentino.

## Trayectoria
Colaboró con El Porteño (revista argentina). 
Trabajó en la radio La Voz de las Madres, también junto a Ariel Delgado y acompañó durante años en "Sin Anestesia" a Eduardo Aliverti hasta que terminaron peleados. 
Le gustaba exhibir su fanatismo fubolístico por San Lorenzo. Murió luego de una prolongada agonía.

## Libros
- Memorias y recuerdos de Blackie (Paloma Efrom). (Recopilación) Editorial: Colección Todo es historia, 1979. 150 pp
- La Trama Secreta de la Radiodifusiòn Argentina. Editorial Unidad, Bs.As., 1986. 153 pp.
- Cuba, la oculta. Vida Cotidiana Comunicación y Cultura. Rescate, 1987. Colección Medios y Comunicación. 200 pp. Con prólogo de Eduardo Aliverti.
- Los Medios En La Neocolonización. Radio. La trama secreta de la radiodifusión argentina II. Rescate, 1988. 275 pp
- Sobre La Radio. Una visión subjetiva. Presentación de Pablo Caruso. Con prólogo de Víctor Ego Ducrot.
- Revolución y Periodismo. Centro Cultural De La Cooperación Floreal Gorini. Con prólogo de Osvaldo Bayer. 157 pp
- Che para jóvenes. Acercándonos Ediciones.
- Esos Malditos Tangos. Apuntes para la otra historia. Biblos, diciembre de 2006. Con prólogo de Norberto Galasso.

## Filmografía
- La palabra empeñada (2010) donde aparece entrevistado
- Autor de Blackie: una vida en blanco y negro (2012), entrevistado.[2]